# Île Akimiski

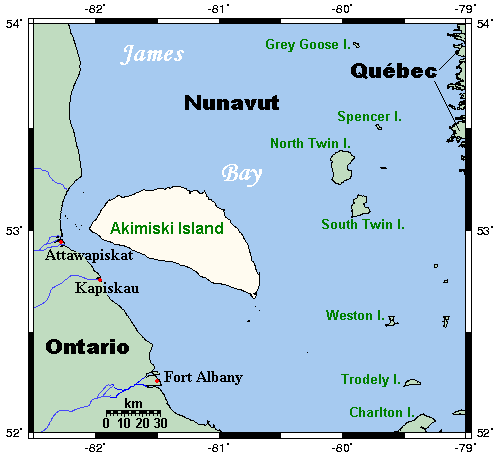
Localisation de l'Île Akimiski

L'île Akimiski est une île de la Baie James au Canada. Elle appartient au territoire du Nunavut et n'est pas habitée. Elle a une superficie de 3 000 km2, ce qui fait d'elle la plus grande île de la Baie James. Sa partie ouest se trouve à seulement 19 km de l'Ontario et sa partie orientale est un sanctuaire pour les oiseaux migrateurs, le refuge d'oiseaux de l'Île Akimiski, des ressources alimentaires importantes s'y trouvant. 
Elle fait partie du territoire traditionnel d'Attawapiskat.